# Мошенники (фильм, 1993)
«Мошенники» (англ. «Frauds») — художественный фильм австралийского режиссёра Стефана Эллиотта, снятый по собственному сценарию в 1993 году. В переводе Алексея Михалёва называется «Каверзы». Обладатель главного приза Брюссельского международного фестиваля фильмов в жанре фэнтези, научной фантастики и триллеров 1994 года.

## Сюжет
Джонатан Уитс решил получить страховую премию, организовав инсценировку ограбления собственного дома. В свои планы он не стал посвящать жену и та, вернувшись домой раньше обычного, застала «грабителя», роль которого исполнял лучший друг Джонатана. Перепуганная женщина выпустила в злоумышленника арбалетную стрелу и убила вломившегося незнакомца.
Суд счёл её действия не выходящими из рамок необходимой обороны и не стал выдвигать обвинение. Спрятанное заранее фамильное серебро было заявлено пропавшим в тот же день. Полиция приступила к расследованию этого дела, имея основания предполагать, что в этот день орудовал ещё и настоящий грабитель, которым и были украдены семейные ценности.
Жизнь Уитсов становится настоящим кошмаром после того, как им нанёс визит служащий страховой компании Роланд Коппинг, экстравагантный господин средних лет. Он мгновенно распознал аферу в действиях Джонатана и предлагает свой вариант возникшей проблемы: деньги полученные по страховому полису, должны в обмен на молчание полностью перейти к нему.
Но, получив желаемое, Коппинг не успокоился. Своим ежедневным вымогательством он доводит изнемогающих жертв до необходимости защищаться. Семья Уитсов вынуждена принять условия некой фантасмагорической игры, которую навязал им любящий каверзы страховой служащий.

## В ролях
- Фил Коллинз — Роланд Коппинг
- Хьюго Уивинг — Джонатан Уитс
- Джозефин Бирнс — Бэт Уитс
- Питер Мокри — Майкл
- Хелен О'Коннор — Маргарет
- Коллин Клиффорд — Уотерсон
- Винсент Болл — судья
- Николас Хэммонд — детектив
- Иэн Кокбёрн — Мэтью

## Награды и номинации
- 1993 — Премия Австралийского института кино
  - Номинация За лучшую работу костюмера (Фиона Спенс)
- 1993 — Каннский кинофестиваль
  - Номинация на «Золотую пальмовую ветвь» (Стефан Эллиотт)
- 1993 — Международный кинофестиваль в Каталонии
  - Номинация на Лучший фильм (Стефан Эллиотт)
- 1994 — Брюссельский кинофестиваль
  - «Золотой ворон» (Стефан Эллиотт)